# Thimi
Thimi (również Madhyapur Thimi, nep. मध्यपुर थिमि) – miasto leżące w środkowym Nepalu, w dystrykcie Bhaktapur, na wysokości 1325 m, 10 km na wschód od Katmandu i 3 km na zachód od Bhaktapur. Do 670 roku miasto było znane tylko jako Madhyapur. Według danych szacunkowych na rok 2010 liczy 66 600 mieszkańców.
Thimi w języku newarskim znaczy uzdolnieni mieszkańcy, gdyż wielu z nich zajmuje się rzemiosłem artystycznym (wytwarzają gliniane naczynia, papierowe maski, kukiełki i lalki, tradycyjnie tkane tekstylia i inne rękodzieła). W mieście są XVI-wieczne świątynie Narayan Mandir, Balkumari Mandir oraz Bhairab Mandir, której wnętrze ukrywa wiele płaskorzeźb erotycznych.